# 書籍出版業組合
書籍出版業組合（しょせきしゅっぱんぎょうくみあい、通称：Stationers' Company）とは、シティ・オブ・ロンドンのリヴァリ・カンパニー（同業者組合）の一つである。正式名は、Worshipful Company of Stationers and Newspaper Makersで、直訳すると出版業者及び新聞発行業者の名誉組合となる。この書籍出版業組合は1403年に組織され、1557年に勅許状を受けた。この組合は、印刷業に対する独占権を手に入れ、1709年のアンの勅令までの期間、著作権の規定を定め遂行する責任を公式に受けた。
今日、この組合はほとんど儀式的な機能と教育慈善事業への貢献のみを行っている。全ての構成員は出版や書籍の取引を営んでいる。ロンドンの同業ギルドの席次において、書籍出版業組合は47番目であった。

## 歴史
1403年、ロンドンの出版業は、ギルドの形成を薦められた。この時点で、出版業は、本の販売業、本の彩飾業者、製本業者であった。本の販売業者は雇った人間が複写した本を販売した。彼らは、自分たちが使用した筆記用具も販売した。本の彩飾業は、書籍にイラストを描き装飾を施した。
印刷技術は、徐々に写本を徐々に置き換え、組合が1557年5月4日に勅許状を受けた時には、印刷業の組合（ギルド）となっていた。1559年、組合は47番目の同業ギルドとなった。組合は、セント・ポール大聖堂から移動してきたペーターカレッジを拠点とした。テューダー朝とステュアート朝の間、組合は、教会や国家により定められた内容基準を逸脱する「問題書籍」を押収する権限があり、すなわち、組織の人間は、ロンドンの司教やカンタベリーの大司教を含む教会組織の前に、「問題である」とすることができた。従って、組合は、宗教改革とイングランド内戦の混乱時代を通して、イギリスの文化の発展において重要な役割を果たした。
組合の特許状では、本の生産の独占権を得て、組合の一員が文章(もしくは複写)の所有権を主張した場合他のメンバーはそれを印刷することができないとした。これが、「著作権」の意味の英単語copyright (複製権)の語源である。メンバーは「複写本の登録」すなわち、書籍出版業組合記録への登録によりその様な所有権を確定できた。
書籍出版業組合記録は後に、イギリス・ルネサンス演劇の研究において、最も基本となる記録の1つとなった。（1606年において、宮廷祝典局長は出版より演劇を行うことのライセンスを担当しており、出版と権限が重なり合う部分があった。しかし、書籍出版業組合記録はこの時代の重要な情報源でもあった。）確かに、チューダー朝とスチュアート朝の時代の他の場合の様に、この分野に関してのルールの施行は常に要求が存在した。すなわち、演劇と他の作品はしばしば、（強い検閲制度の元で生じる様に）隠れて不法に出版されていた。
1603年、書籍出版業組合は、イギリスにおいて株式を発行し、組合のメンバーにより保有される株式により共同資本の出版会社を設立した。この有益な組合は多数の特許状を得て、その中で最も成功したのは、オールド・ムーア年鑑に代表される暦であった。組合は空いている印刷機を利用することにより、あまり儲かっていない人間にも利益のいくらかを分け与えた。
1606年、組合は、アヴェ・マリア・レーン沿いにアベルガヴェニー・ハウスを購入し、ペーターカレッジから移動した。新しいホールは4万ポンドの価値の本と共にあったが、1666年の大火災により焼失した。建物は再建された。その現在の内装は1673年当時のものである。1748年に貴賓室 (Court Room) が加えられ、1800年に正面玄関が現在の形に変更された。
1695年、書籍出版業組合の独占権の力は減らされ、1710年、議会は、最初の著作権法である1709年の著作権法を通過させた。
組合は、1858年に、フリートストリートのボルト･コートに、組合員の子弟の教育のための学校を設立した。1894年、学校はホルンセイに移動し、1983年に閉校した。
1911年の著作権法の下での登録は1923年に終了した。組合は、著作権の争いが生じた場合に、所有権の証明を行うために、著作物の記録のための自発的な登録システムを設立した。
1937年、王国の特許状により、書籍出版業組合と60年早く設立されていた新聞発行組合の合併を行われ、現在の名前に変更された。